# 卡諾瓦縣
卡諾瓦縣（英語：Kanawha County）是位於美国西維吉尼亞州中西部的一個縣，面積2,359平方公里。根据美国人口普查局2020年的统计，共有人口180,745人，按人口在西弗吉尼亚排名第一，是第二名伯克利县的近两倍，面积2339平方公里，在州内排名第五。县治查爾斯頓也是州的首府。該縣成立於1789年，縣名是印第安語，意思是「白石之地」。卡诺瓦县是西弗吉尼亚州查尔斯顿大都会统计区的一部分。

## 历史

### 史前时期
最古老的定居痕迹可以追溯到公元前8500年左右。圣奥尔本斯 (St. Albans) 的发掘发现了公元前7000年至公元前2000年的痕迹。成立。阿德纳文化的游牧印第安人一直居住在现在的卡诺瓦县地区，直到公元100年左右。他们建造了许多墓葬，其中两座至今仍存。大约有100名印第安人在该地区定居。大约700年，他们开始在山谷里种植谷物。在欧洲人到来之前，属于切罗基人的莫尼顿部落成员居住在圣奥尔本斯附近。17世纪末，莫霍克人和塞内卡人到来，取代了当地所有部落，到1755年，该县地区不再有莫尼顿人居住。卡诺瓦山谷成为切罗基族、莫霍克族和塞内卡部落土地之间的边界地区。不再有任何永久定居点；只有少数肖尼族人在河谷里狩猎。1768年，弗吉尼亚政府通过《斯坦维克斯堡条约》正式控制了该领土。直到19世纪，河谷一直是肖尼印第安人的狩猎场。

### 殖民时代
由于好战的肖尼族，该地区长期成为禁区，1773年，第一批定居者在该县定居。然而，不久之后，他们就被印第安人杀死或赶走了。1774年，肖尼族在普利森特角战役中被白人击败后，欧洲人得以在卡诺瓦河谷永久定居。1779年，独立战争期间，与肖尼族的斗争被放弃，定居者不得不再次离开山谷。第一个永久定居点建于1786年。1788年4月，乔治·克伦德宁 (George Clendenin) 和一群士兵在后来的查尔斯顿市定居。当时这一地区属于英国弗吉尼亚殖民地和法国新法兰西的交界处的争议地区，两国在该地区建立了多个堡垒和贸易站。1763年，七年战争法国战败，此后新法兰西割让给英国，但英国在阿巴拉契亚山脉设立了禁止垦殖界限，禁止东岸十三个殖民地的居民前往如今的美国中西部定居。

### 美国独立后
1783年的《巴黎条约》将密西西比河以东的地区割让给美国，弗吉尼亚州将其西北部的山区吞并。该县于1788年11月14日在弗吉尼亚议会的授权下开始组建，由弗吉尼亚州格林布赖尔县和蒙哥马利县的部分地区组成，并于1789年10月5日正式成立。该县因卡诺瓦河而得名，而卡诺瓦河又以居住在该地区的一个美洲原住民部落的名字命名。当时该县的面积约为现在的十倍，包括现在西弗吉尼亚州的西南四分之一，但后来大部分土地在其他县建立时被分走了。1856年，由于其他县的设立而丧失了领土，形成了目前的卡诺瓦县的边界。具体来说，这些县是：梅森县（1804年）、喀拜爾縣（1809年）、尼古拉斯县（1818年，1823年进一步割让领土）、洛根县（1824年）、杰克逊县（1831年）、布拉克斯顿县（1836年）、吉尔默县（1845年）、布恩县（1847年）、普特南县（1848年）、林肯县（1855年）和罗恩县（1856年）。 1830年代，该县从费耶特县获得了一小片地区，形成了现在的南端。
在美国内战期间，该县虽然是弗吉尼亚西北部选择继续留在联邦的县份之一，但该县依然存在邦联的同情者，该县部分被南方军队占领，部分被联邦军队占领。在1862年9月13日的查尔斯顿战役中，南方军占领了查尔斯顿市，但几周后又被联邦占领。因此该县组织了一些步兵和骑兵团，同时为邦联军和联邦军服役。
1863年，弗吉尼亚州西北部继续留在联邦的县组建了西弗吉尼亚州，各县内部被划分为乡镇，旨在鼓励地方政府发展本地经济。但这在农业占主导地位的州并不切实际，因此在1872年乡镇被改为行政区。 卡诺瓦县被划分为十个区：大桑迪、卡宾溪、查尔斯顿、埃尔克、杰斐逊、劳登、马尔登、波卡、联合和华盛顿。20世纪70年代，历史区被合并为五个新的行政区：第一区、第二区、第三区、第四区和第五区。20世纪80年代设立了第六区，但20世纪90年代该县再次重新划分，行政区数量减为四个：第一区、第二区、第三区和第四区。
卡诺瓦县是1912年矿工血腥罢工的发生地，1974年学校教科书风波的发生地，并导致了爆炸事件，引起了全国的关注（1974年，当学校董事会批准新教科书时，该县受到了媒体的密切关注。对书中涉嫌不爱国和非基督教的引文和教义的投诉导致当局检查了这些书，但随后批准了它们。这又引发了马文·霍兰牧师领导的暴力抗议。结果是多所学校遭到炸弹袭击，校车上发生枪击事件。1975年，霍兰被判入狱，抗议活动逐渐平息，书籍最终获得批准）。

## 地理
根据美国人口普查局的数据，该县总面积为911平方英里（2,360平方公里），其中902平方英里（2,340平方公里）为陆地，9.3平方英里（24平方公里或.0%）为水域。它是西弗吉尼亚州面积第四大的县。
该县的主要地理轴线是卡诺瓦河及其支流埃尔克河和煤河。波卡塔利科河（Pocatalico River）在北部流经该县，并向西流入卡诺瓦河。该县大部分地区都是森林，居民点主要局限于河谷。该县南部是卡诺瓦州立森林 (Kanawha State Forest)，是大查尔斯顿地区的休闲区。

### 邻近县
- 罗恩县（北部）
- 克莱县(东北部)
- 尼古拉斯縣(東部)
- 费耶特縣(東部)
- 罗利縣(东南部)
- 布恩县(南部)
- 林肯县(西南)
- 普特南縣(西部)
- 杰克逊县(西北部)

## 政治
卡诺瓦县在20世纪的大部分时间里都由民主党控制，尽管其控制程度不如西弗吉尼亚州的大部分地区。自2004年以来，共和党一直在总统选举中获胜，尽管作为一个城市县，共和党的倾向并不像该州其他大部分地区那样强烈。县治所在地和州首府查尔斯顿是民主党在该州的重镇。

## 经济
根据2010年美国人口普查，卡诺瓦县内约有5,481家私营企业。卡诺瓦县目前有89,768名在职人员。

## 人口统计

### 2020年人口普查
根据2020年美国人口普查，该县共有180,745人和77,634户家庭。卡诺瓦共有90,234套住房。该县的种族构成为85%白人、7.5%非裔美国人、1.2%亚裔、0.2%美洲原住民、0.75%其他种族，以及5.3%来自两个或多个种族。任何种族的西班牙裔或拉丁裔占人口的1.6%。
在23,278户家庭中，43%为已婚夫妇同居，30.3%为女性户主而无配偶在场，19.8%为男性户主而无配偶在场。平均家庭和家庭规模为2.89。该县的中位年龄为43.7岁，20.2%的人口未满18岁。家庭收入中位数为56,112美元，贫困率为15.8%。 
| 调查年                                                      | 人口    | 备注  | %±     |
| ----------------------------------------------------------- | ------- | ----- | ------ |
| 1800                                                        | 3,239   |       | —      |
| 1810                                                        | 3,866   |       | 19.4%  |
| 1820                                                        | 6,399   |       | 65.5%  |
| 1830                                                        | 9,326   |       | 45.7%  |
| 1840                                                        | 13,567  |       | 45.5%  |
| 1850                                                        | 15,353  |       | 13.2%  |
| 1860                                                        | 16,150  |       | 5.2%   |
| 1870                                                        | 22,349  |       | 38.4%  |
| 1880                                                        | 32,466  |       | 45.3%  |
| 1890                                                        | 42,756  |       | 31.7%  |
| 1900                                                        | 54,696  |       | 27.9%  |
| 1910                                                        | 81,457  |       | 48.9%  |
| 1920                                                        | 119,650 |       | 46.9%  |
| 1930                                                        | 157,667 |       | 31.8%  |
| 1940                                                        | 195,619 |       | 24.1%  |
| 1950                                                        | 239,629 |       | 22.5%  |
| 1960                                                        | 252,925 |       | 5.5%   |
| 1970                                                        | 229,515 |       | −9.3%  |
| 1980                                                        | 231,414 |       | 0.8%   |
| 1990                                                        | 207,619 |       | −10.3% |
| 2000                                                        | 200,073 |       | −3.6%  |
| 2010                                                        | 193,063 |       | −3.5%  |
| 2020                                                        | 180,745 |       | −6.4%  |
| 2022年估计                                                  | 175,515 | [ 3 ] | −2.9%  |
| U.S. Decennial Census 1790–19601900–1990 1990–20002010–2020 |         |       |        |

### 2010年人口普查
根据2010年美国人口普查，该县共有人口193,063人、家庭84,201户和家族52,172个。人口密度为每平方英里214.1人（每平方公里82.7人）。 共有住房单元92,618个，平均密度为每平方英里102.7个单元（每平方公里39.7个单元）。该县的种族构成为89.1%白人、7.3%黑人或非裔美国人、1.0%亚裔、0.2%美洲印第安人、0.3%其他种族，以及2.0%来自两个或多个种族。 西班牙裔或拉丁裔占人口的0.9%。就血统而言，14.8%是德国人，14.2%是爱尔兰人，13.9%是英国人，13.4%是美国人。
在84,201户家庭中，27.1%有18岁以下儿童与其同住，44.3%为同居夫妇，13.1%有一位没有丈夫的女性户主，38.0%为非家庭，32.5%的家庭由个人组成。平均户规模为2.26，平均家庭规模为2.84。平均年龄为42.4岁。
该县家庭收入中位数为42,669美元，家庭收入中位数为54,203美元。男性收入中位数为42,522美元，女性收入中位数为31,754美元。该县人均收入为25,439美元。约有9.7%的家庭和13.7%的人口处于贫困线以下，其中18岁以下人口占20.5%，65岁及以上人口占8.3%。

### 2000年人口普查
根据2000年美国人口普查，该县共有200,073人、86,226户家庭和55,960个家族。人口密度为每平方英里222人（每平方公里86人）。共有93,788个住房单元，平均密度为每平方英里104个单元（每平方公里40个单元）。该县的种族构成为90.46%白人、6.97%黑人或非裔美国人、0.21%美洲原住民、0.85%亚裔、0.02%太平洋岛民、0.21%其他种族，以及1.27%来自两个或多个种族。0.59% 的人口是西班牙裔或任何种族的拉丁裔。
共有86,226户家庭，其中26.50% 有18岁以下儿童同住，49.00%为同居夫妇，12.30%有无丈夫的女性户主，35.10%为非家庭。所有家庭中有30.80%由个人组成，12.50%有65岁或以上的独居者。平均户规模为2.28，平均家庭规模为2.84。
年龄分布：18岁以下占21.30%，18至24岁占 8.40%，25至44岁占28.10%，45至64岁占25.60%，65岁及以上占16.50%。中位年龄为40岁。每100名女性对应90.70名男性。每100名18岁及以上的女性对应87.10名男性。
该县家庭收入中位数为33,766美元，家庭收入中位数为42,568美元。男性收入中位数为33,842美元，女性收入中位数为24,188美元。该县人均收入为20,354美元。约有11.20%的家庭和14.40%的人口处于贫困线以下，其中18岁以下人口占20.60%，65岁及以上人口占10.50%。